# Stazione di Miradolo Terme
Stazione di Miradolo Terme vasútállomás Olaszországban, Lombardia régióban, Miradolo Terme településen.

## Vasútvonalak
Az állomást az alábbi vasútvonalak érintik:
- Pavia–Mantua-vasútvonal

## Kapcsolódó állomások
A vasútállomáshoz az alábbi állomások vannak a legközelebb:
- Stazione di Chignolo Po
- Stazione di Santa Cristina e Bissone